# Comté de Gadsden
Le comté de Gadsden est un comté situé dans la région de Big Bend, État de Floride, aux États-Unis. Sa population était de 45 087 habitants en 2000. Selon le recensement de 2020, sa population était de 43 826 habitants. Son siège est Quincy. Le comté a été fondé en 1832 et doit son nom à James Gadsden, officier américain.

## Démographie
| Groupe                           | Comté de Gadsden | Floride | États-Unis |
| -------------------------------- | ---------------- | ------- | ---------- |
| Afro-Américains                  | 56,0             | 16,0    | 12,6       |
| Blancs                           | 35,9             | 75,0    | 72,4       |
| Autres                           | 6,0              | 3,7     | 6,4        |
| Métis                            | 1,3              | 2,5     | 2,9        |
| Asiatiques                       | 0,5              | 2,4     | 4,8        |
| Amérindiens                      | 0,3              | 0,4     | 0,9        |
| Total                            | 100              | 100     | 100        |
|                                  |                  |         |            |
| Hispaniques et Latino-Américains | 9,5              | 22,5    | 16,7       |

Selon l'American Community Survey, en 2010 91,01 % de la population âgée de plus de 5 ans déclare parler l'anglais à la maison, 7,91 % déclare parler l'espagnol et 1,08 % une autre langue.
| 1830  | 1840  | 1850  | 1860  | 1870  | 1880   |
| ----- | ----- | ----- | ----- | ----- | ------ |
| 4 895 | 5 992 | 8 784 | 9 396 | 9 802 | 12 169 |

| 1890   | 1900   | 1910   | 1920   | 1930   | 1940   |
| ------ | ------ | ------ | ------ | ------ | ------ |
| 11 894 | 15 294 | 22 198 | 23 539 | 29 890 | 31 450 |

| 1950   | 1960   | 1970   | 1980   | 1990   | 2000   |
| ------ | ------ | ------ | ------ | ------ | ------ |
| 36 457 | 41 989 | 39 184 | 41 565 | 41 105 | 45 087 |

| 2010   | - | - | - | - | - |
| ------ | - | - | - | - | - |
| 46 389 | - | - | - | - | - |

## Comtés adjacents
- Comté de Decatur, Géorgie (nord)
- Comté de Seminole, Géorgie (nord)
- Comté de Grady, Géorgie (nord-est)
- Comté de Leon (est)
- Comté de Liberty (sud-ouest)
- Comté de Calhoun (sud-ouest)
- Comté de Jackson (nord-ouest)

## Principales villes
- Chattahoochee
- Greensboro
- Gretna
- Havana
- Midway
- Quincy